# طائرة استطلاع

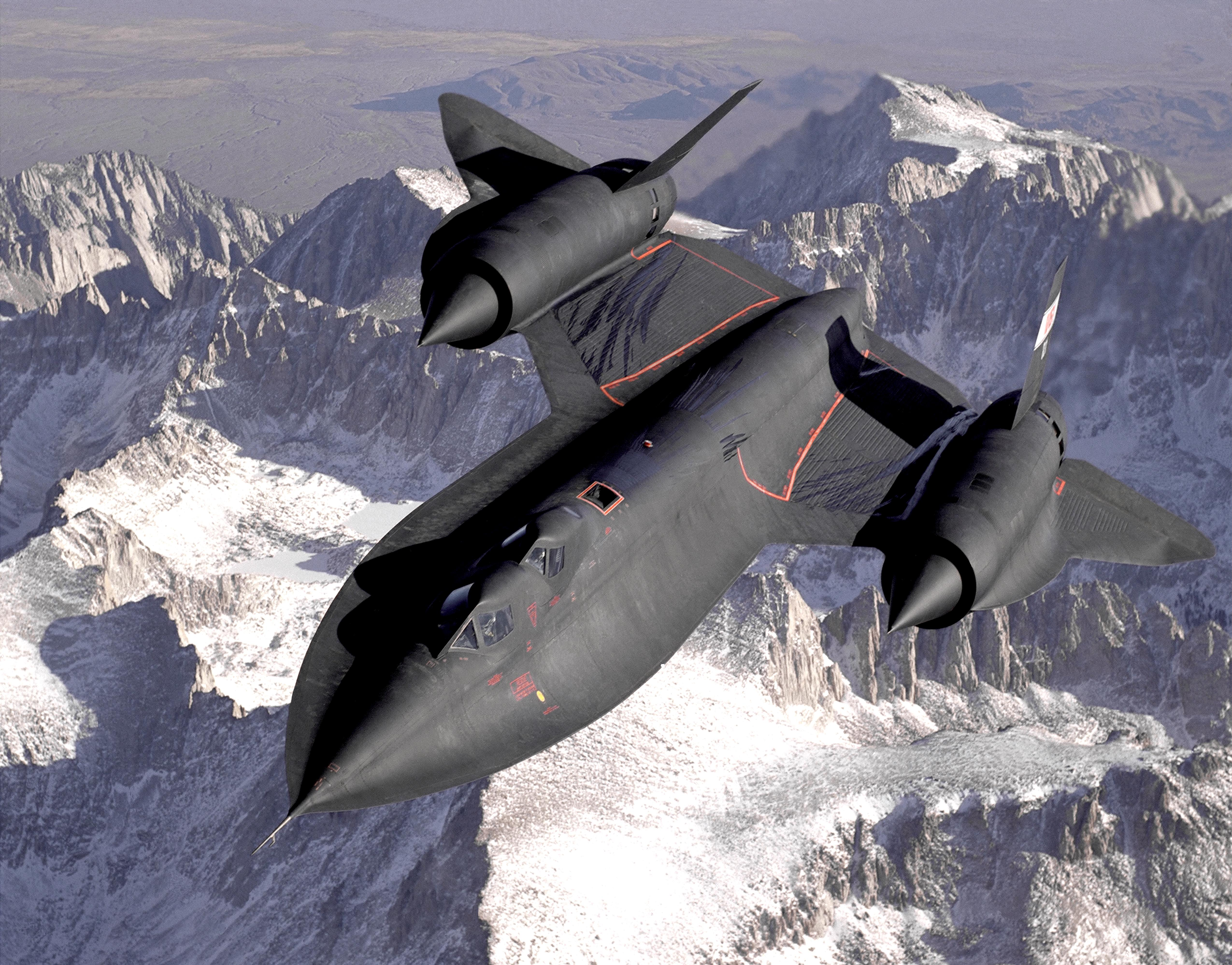
طائرة الاستطلاع فائقة السرعة طراز لوكهيد إس آر-71 بلاك بيرد

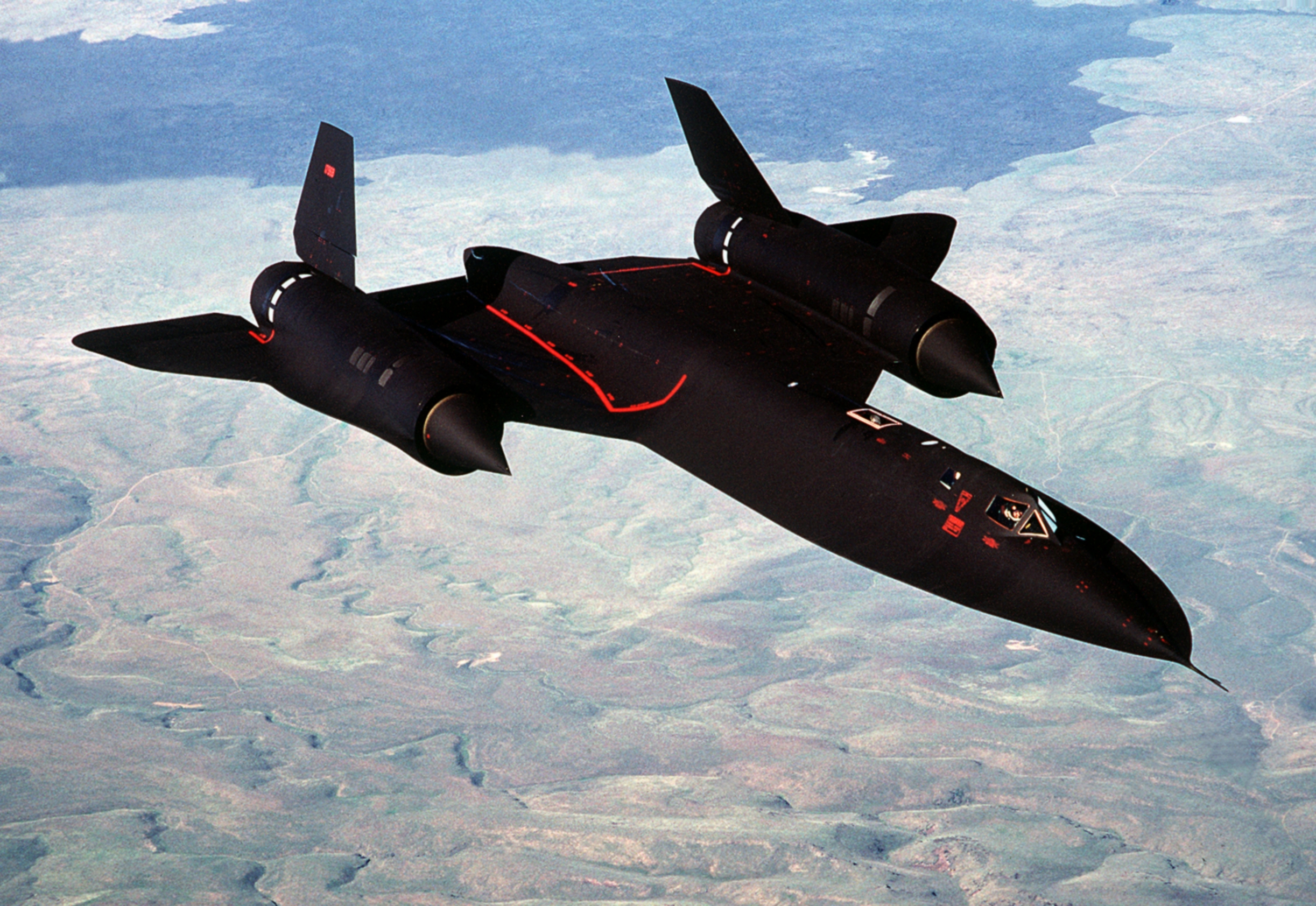
طائرة استطلاع فائقة السرعة طراز يو أس أي أف أس آر-71

طائرة الاستطلاع هي طائرة عسكرية بطيار أو بدون طيار، يتم تعديلها للقيام بعمليات استطلاع جوية.

## تاريخ
كانت غالبية الطائرات الحرب العالمية الأولى تعتبر طائرات استطلاع. حيث ان عملية الاستطلاع الجوي في الغالب تتم من قبل الإصدارات القياسية من المقاتلات وقاذفات القنابل مجهزة بكاميرات حتى الحرب الباردة، بعد هذه المرحلة قامت الولايات المتحدة بإنتاج طائرات استطلاع متخصصة، مثل يو-2 و إس آر 71 .في عصرنا الحالي صار الاعتماد أكثر على الأقمار الاصطناعية التي أصبحت تلعب دوراً استراتيجي، والطائرات بدون طيار .

## وصلات خارجية
- "A Tale of Two Airplanes" by Kingdon R. "King" Hawes, Lt Col, USAF (Ret.)
- They Brave Death for a Picture: desperate chances taken by the flying camera-men, بوبيولار ساينس monthly, January 1919, page 18-19, Scanned by Google Books: http://books.google.com/books?id=HykDAAAAMBAJ&pg=PA18
- "Army-Lockheed YO-3A Silent Airplane in Vietnam"